# اچ‌دی‌ام‌اس تتیس (اف۳۵۷)
اچ‌دی‌ام‌اس تتیس (اف۳۵۷) (به انگلیسی: HDMS Thetis (F357)) یک کشتی است که طول آن ۱۱۲٫۳ متر (۳۶۸ فوت ۵ اینچ) و ارتفاع آن ۳۷٫۰ متر (۱۲۱ فوت ۵ اینچ) می‌باشد. این کشتی در سال ۱۹۸۹ ساخته شد.